# Schweizer Leichtathletik-Meisterschaften 2020

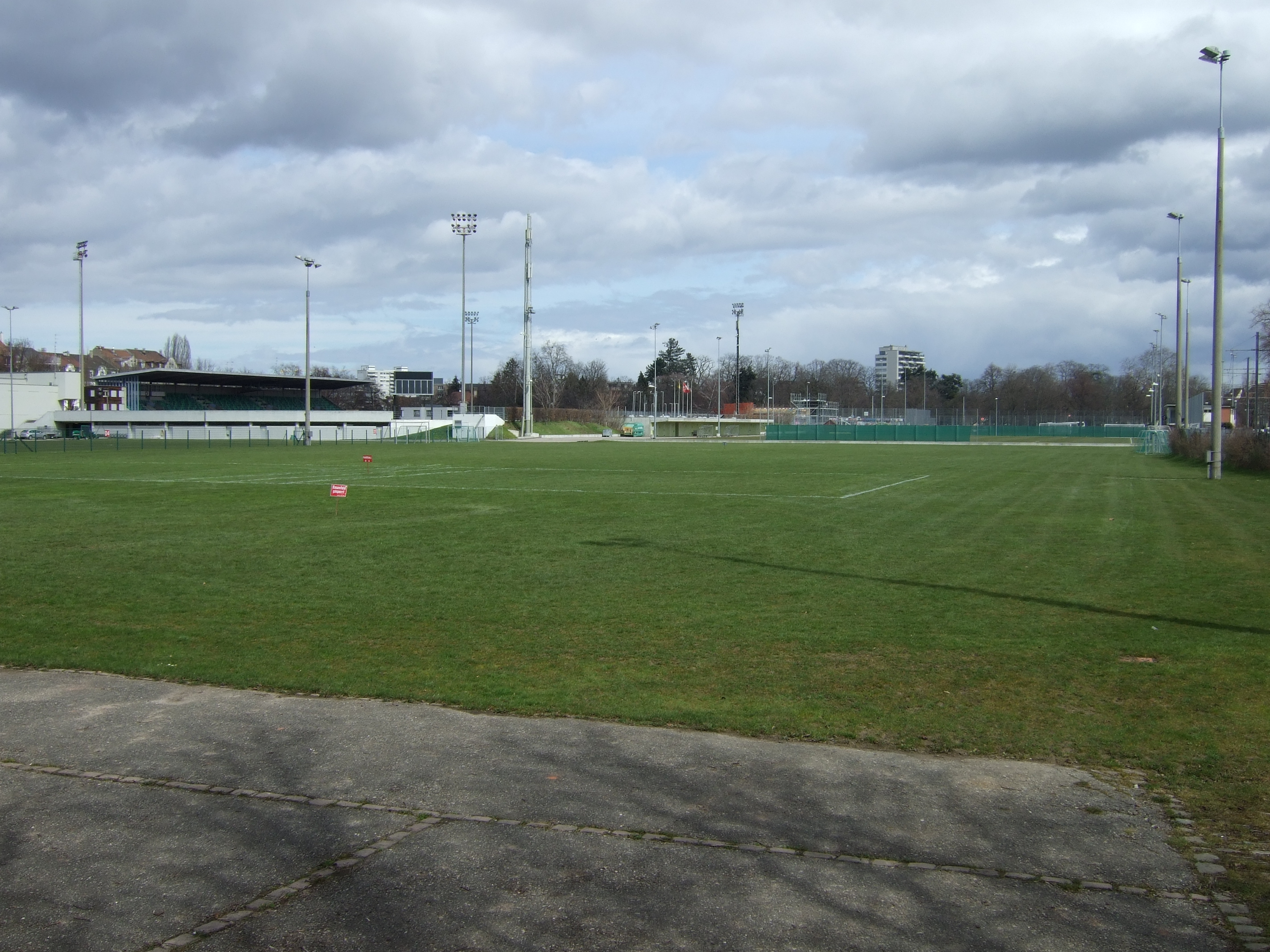
Der Sportplatz Schützenmatte mit dem Stadion im Hintergrund

Die Schweizer Leichtathletik-Meisterschaften 2020 (auch: SM Aktive, SM Elite oder LA Schweizermeisterschaften) (französisch Championnats suisses elites d’athlétisme 2020; italienisch Campionati Svizzeri Attivi 2020) fanden am 11. und 12. September 2020 in Basel im Stadion der Schützenmatte statt.

## Ergebnisse
Die Ergebnisse sind die der ausgetragenen Wettkämpfe bei der SM der Aktiven in Basel. Ausgelagerte Disziplinen sind nicht berücksichtigt.

### Frauen

#### 100 m
| Platz | Athletin           | Verein                      | Zeit (s) |
| ----- | ------------------ | --------------------------- | -------- |
| 1     | Ajla Del Ponte     | US Ascona atletica          | 11,27    |
| 2     | Cynthia Reinle     | TV Unterseen                | 11,65    |
| 3     | Natacha Kouni      | Leichtathletik Club Zürich  | 11,71    |
| 4     | Riccarda Dietsche  | Athleticteam KTV Altstätten | 11,76    |
| 5     | Melissa Gutschmidt | Lausanne-Sports Athlétisme  | 11,84    |
| 6     | Céline Bürgi       | LV Thun                     | 11,87    |
| 7     | Michelle Gloor     | Leichtathletik Club Zürich  | 12,00    |
| 8     | Judith Goll        | Leichtathletik Club Zürich  | 12,15    |

Finale: 11. September, 21:35 Uhr
Wind: −0,1 m/s

#### 200 m
| Platz | Athletin          | Verein                  | Zeit (s) |
| ----- | ----------------- | ----------------------- | -------- |
| 1     | Lea Sprunger      | COVA Nyon               | 23,08 SL |
| 2     | Cornelia Halbheer | LV Winterthur           | 23,52    |
| 3     | Nadja Zurlinden   | LV Langenthal           | 23,85 PB |
| 4     | Cynthia Reinle    | TV Unterseen            | 23,86 PB |
| 5     | Fanette Humair    | FSG Bassecourt          | 23,97    |
| 6     | Céline Bürgi      | LV Thun                 | 24,03 PB |
| 7     | Nora Frey         | LGKE Küsnacht-Erlenbach | 24,22 PB |
| 8     | Tessa Tedeschi    | SFG Airolo              | 24,53    |

Finale: 12. September, 15:50 Uhr
Wind: +1,4 m/s

#### 400 m
| Platz | Athletin           | Verein                     | Zeit (s) |
| ----- | ------------------ | -------------------------- | -------- |
| 1     | Agne Šerkšnienė *) | Leichtathletik Club Zürich | 51,84 SL |
| 2     | Silke Lemmens      | Leichtathletik Club Zürich | 53,10 PB |
| 3     | Rachel Pellaud     | FSG Bassecourt             | 54,43    |
| 4     | Veronica Vancardo  | TSV Düdingen               | 54,72    |
| 5     | Florence Nri       | STB Leichtathletik         | 54,99 PB |
| 6     | Manon Berclaz      | CA Sion                    | 56,79    |
| 7     | Manuela Keller     | LV Wettingen-Baden         | 57,12    |
| 8     | Michelle Gröbli    | LC Regensdorf              | 57,19    |

Finale: 12. September, 14:25 Uhr

#### 800 m
| Platz | Athletin            | Verein              | Zeit (min) |
| ----- | ------------------- | ------------------- | ---------- |
| 1     | Lore Hoffmann       | ATHLE.ch            | 2:08,73    |
| 2     | Selina Büchel       | KTV Bütschwil       | 2:08,76    |
| 3     | Selina Fehler       | LC Regensdorf       | 2:10,09    |
| 4     | Valentina Rosamilia | BTV Aarau Athletics | 2:11,53    |
| 5     | Lieke Wehrung       | TV Cham 1884        | 2:12,39    |
| 6     | Sabine Bonvin       | ATHLE.ch            | 2:12,62    |
| 7     | Annina Mösching     | LV Wettingen-Baden  | 2:12,97    |
| 8     | Melina Andorra      | Stade Genève        | 2:13,78    |

Finale: 12. September, 16:30 Uhr

#### 1500 m
| Platz | Athletin            | Verein              | Zeit (min) |
| ----- | ------------------- | ------------------- | ---------- |
| 1     | Fabienne Schlumpf   | TG Hütten           | 4:14,29 PB |
| 2     | Chiara Scherrer     | TG Hütten           | 4:16,75 PB |
| 3     | Delia Sclabas       | Gerbersport         | 4:19,05 SB |
| 4     | Shirley Lang        | LC Therwil          | 4:24,31 PB |
| 5     | Delia Scherrer      | KTV Bütschwil       | 4:24,78 PB |
| 6     | Lilly Nägeli        | LC Uster            | 4:25,13 PB |
| 7     | Selina Ummel        | BTV Aarau Athletics | 4:26,86 SB |
| 8     | Natalia Evangelidou | KTV Bütschwil       | 4:26,90    |
| 9     | Laura Giudice       | Gerbersport         | 4:30,61    |
| 10    | Joëlle Pauli        | LV Winterthur       | 4:31,80    |
| 11    | Elena Eichenberger  | LV Langenthal       | 4:33,85 PB |
| 12    | Sophie Baumann      | STB Leichtathletik  | 4:36,64    |

Finale: 12. September, 14:40 Uhr

#### 5000 m
| Platz | Athletin            | Verein                     | Zeit (min)  |
| ----- | ------------------- | -------------------------- | ----------- |
| 1     | Fabienne Schlumpf   | TG Hütten                  | 16:30,18    |
| 2     | Chiara Scherrer     | TG Hütten                  | 16:33,16    |
| 3     | Nicole Egger        | LV Langenthal              | 16:36,24    |
| 4     | Martina Strähl      | LV Langenthal              | 16:43,77    |
| 5     | Nicola Spirig-Hug   | Leichtathletik Club Zürich | 16:46,73    |
| 6     | Sibylle Häring      | LC Fortuna Oberbaselbiet   | 16:48,82 PB |
| 7     | Andrea Meier        | LC Uster                   | 17:00,96    |
| 8     | Priska Auf der Maur | LC Basel                   | 17:02,16    |
| 9     | Livia Wespe         | STV Eschenbach SG          | 17:07,75 SB |
| 10    | Elena Roos          | VIRTUS Locarno             | 17:07,98    |
| 11    | Leonie Saurer       | All Blacks Thun            | 17:15,74    |
| 12    | Céline Aebi         | LV Langenthal              | 17:17,27 PB |
| 13    | Joëlle Flück        | LC Regensdorf              | 17:24,67    |
| 14    | Jana van Lent       | LC Fortuna Oberbaselbiet   | 17:27,86    |
| 15    | Myriam Keiser       | TSV 2001 Rotkreuz          | 18:10,22    |
| 16    | Fiona Héritier      | CA Broyard                 | 18:24,13 SB |
| 17    | Tamara Kamm         | TV Oerlikon                | 18:28,49    |
| 18    | Nathalie Philipp    | Stade Genève               | 18:57,11    |

Finale: 11. September, 21:10 Uhr

#### 100 m Hürden (84,0 cm)
| Platz | Athletin             | Verein                                 | Zeit (s) |
| ----- | -------------------- | -------------------------------------- | -------- |
| 1     | Ditaji Kambundji     | STB Leichtathletik                     | 13,07 PB |
| 2     | Selina von Jackowski | LAS Old Boys Basel                     | 13,48 SB |
| 3     | Daniela Kyburz       | LAC TV Unterstrass Zürich              | 13,56 PB |
| 4     | Celine Albisser      | LV Frenke                              | 13,92    |
| 5     | Lena Weiss           | NET Sport Club Leichtathletik Amriswil | 14,03    |
| 6     | Emma Piffaretti      | US Ascona atletica                     | 14,20    |
| 7     | Lydia Boll           | LC Schaffhausen                        | 14,22    |
| –     | Kim Flattich         | Leichtathletik Club Zürich             | DNF      |

Finale: 12. September, 17:00 Uhr
Wind: +1,1 m/s

#### 400 m Hürden (76,2 cm)
| Platz | Athletin            | Verein                     | Zeit (s) |
| ----- | ------------------- | -------------------------- | -------- |
| 1     | Giger Yasmin        | Leichtathletik Club Zürich | 56,78 SB |
| 2     | Annina Fahr         | LAC TV Unterstrass Zürich  | 57,82    |
| 3     | Oksana Aeschbacher  | STB Leichtathletik         | 58,16    |
| 4     | Karin Disch         | LC Regensdorf              | 60,08    |
| 5     | Alizée Rusca        | SA Bulle                   | 62,06    |
| 6     | Ronja Mock          | LR TV Appenzell            | 62,46    |
| 7     | Olivia Kunz         | LC Kirchberg               | 63,40 PB |
| 8     | Céline Niederberger | TV Riehen                  | 66,06    |

Finale: 12. September, 16:10 Uhr

#### Hochsprung
| Platz | Athletin          | Verein                     | Höhe (m) |
| ----- | ----------------- | -------------------------- | -------- |
| 1     | Salome Lang       | LAS Old Boys Basel         | 1,88 SL  |
| 2     | Marithé Engondo   | Lausanne-Sports Athlétisme | 1,82 =PB |
| 3     | Deborah Vomsattel | GG Bern                    | 1,76 SB  |
| 4     | Nina Gredig       | BTV Chur Leichtathletik    | 1,73     |
| 5     | Céline Berger     | LZ Thierstein              | 1,70 SB  |
| 6     | Anja Ming         | TV Inwil                   | 1,65     |
| 7     | Janine von Arx    | TV Herzogenbuchsee         | 1,65     |

Finale: 12. September, 15:10 Uhr

#### Stabhochsprung
| Platz | Athletin         | Verein                                 | Höhe (m) |
| ----- | ---------------- | -------------------------------------- | -------- |
| 1     | Angelica Moser   | Leichtathletik Club Zürich             | 4,66 SL  |
| 2     | Andrina Hodel    | LC Frauenfeld                          | 4,35     |
| 3     | Lea Bachmann     | LAS Old Boys Basel                     | 4,35 =PB |
| 4     | Pascale Stöcklin | LAS Old Boys Base                      | 4,15     |
| 5     | Melanie Fasel    | STB Leichtathletik                     | 3,80 =SB |
| 6     | Olivia Fischer   | NET Sport Club Leichtathletik Amriswil | 3,80     |
| 6     | Romy Burkhard    | LV Fricktal                            | 3,80     |
| 8     | Ronja Wengi      | LK Zug                                 | 3,65     |
| 9     | Iris Schürch     | Stade Genève                           | 3,50 SB  |
| 9     | Lisa De Marco    | AJ TV Landquart                        | 3,50     |
| –     | Lara Buekens     | TV Thalwil                             | ogV      |

Finale: 12. September, 13:55 Uhr

#### Weitsprung
| Platz | Athletin          | Verein                     | Weite (m) |
| ----- | ----------------- | -------------------------- | --------- |
| 1     | Annik Kälin       | AJ TV Landquart            | 6,49      |
| 2     | Emma Piffaretti   | US Ascona atletica         | 6,22 SB   |
| 3     | Irene Pusterla    | VIGOR Ligornetto           | 6,21 SB   |
| 4     | Daniela Schlatter | TV Länggasse Bern          | 6,14 PB   |
| 5     | Gaëlle Maonzambi  | GG Bern                    | 6,11      |
| 6     | Alessia Danelli   | Leichtathletik Club Zürich | 5,97      |
| 7     | Celine Albisser   | LV Frenke                  | 5,97 PB   |
| 8     | Ladina Schlumpf   | LGKE Küsnacht-Erlenbach    | 5,66 w    |

Finale: 12. September, 13:30 Uhr

#### Dreisprung
| Platz | Athletin           | Verein                      | Weite (m) |
| ----- | ------------------ | --------------------------- | --------- |
| 1     | Alina Tobler       | LC Brühl Leichtathletik     | 13,01 SL  |
| 2     | Irene Pusterla     | VIGOR Ligornetto            | 12,95 SB  |
| 3     | Gaëlle Maonzambi   | GG Bern                     | 12,83 PB  |
| 4     | Barbara Leuthard   | Leichtathletik Club Zürich  | 12,49     |
| 5     | Serena Raffi       | TV Wohlen AG                | 12,23     |
| 6     | Lena Bischofberger | Athleticteam KTV Altstätten | 11,94 SB  |
| 7     | Nicole Höhener     | TV Teufen                   | 11,68 SB  |
| 8     | Patricia Sieber    | LC Brühl Leichtathletik     | 11,48 SB  |

Finale: 11. September, 19:25 Uhr

#### Kugelstoßen (4,00 kg)
| Platz | Athletin            | Verein                      | Weite (m) |
| ----- | ------------------- | --------------------------- | --------- |
| 1     | Miryam Mazenauer    | TV Teufen                   | 15,80     |
| 2     | Vanessa Fust        | LV Langenthal               | 15,54 PB  |
| 3     | Géraldine Ruckstuhl | STV Altbüron                | 13,56     |
| 4     | Lea Herrsche        | Athleticteam KTV Altstätten | 13,32     |
| 5     | Chantal Winz        | TV Herzogenbuchsee          | 13,05 PB  |
| 6     | Pia Strauss         | LAS Old Boys Basel          | 12,65     |
| 7     | Julia Hammesfahr    | TV Wohlen AG                | 12,49     |
| 8     | Jasmin Lukas        | LC Brühl Leichtathletik     | 12,28     |

Finale: 11. September, 18:55 Uhr

#### Diskuswurf (1,0 kg)
| Platz | Athletin        | Verein                     | Weite (m) |
| ----- | --------------- | -------------------------- | --------- |
| 1     | Chantal Tanner  | Leichtathletik Club Zürich | 48,85     |
| 2     | Baumann Chiara  | Leichtathletik Club Zürich | 45,16     |
| 3     | Céline Müller   | STB Leichtathletik         | 45,09     |
| 4     | Anina Rohner    | TV Wohlen AG               | 42,10     |
| 5     | Coline Cottier  | FSG Bernex-Confignon       | 40,42 PB  |
| 6     | Elana Bigler    | Fémina Vicques             | 40,36     |
| 7     | Pia Strauss     | LAS Old Boys Basel         | 39,19     |
| 8     | Gillian Ferrari | GAB Bellinzona             | 39,11 PB  |

Finale: 11. September, 16:10 Uhr

#### Hammerwurf (4,0 kg)
| Platz | Athletin           | Verein                     | Weite (m) |
| ----- | ------------------ | -------------------------- | --------- |
| 1     | Nicole Zihlmann    | LC Luzern                  | 65,61 SL  |
| 2     | Lydia Wehrli       | GG Bern                    | 56,99     |
| 3     | Angela Peter       | Leichtathletik Club Zürich | 53,27 PB  |
| 4     | Melissa Wohlwend   | LC Frauenfeld              | 45,75     |
| 5     | Mirjam Schaltegger | LC Frauenfeld              | 44,52     |
| 6     | Laura Gautschi     | LC Brühl Leichtathletik    | 44,25     |
| 7     | Rahel Wollschlegel | TV Wohlen AG               | 43,49 PB  |
| 8     | Kathrin Budmiger   | TV Sarnen LA               | 43,03     |

Finale: 12. September, 15:40 Uhr

#### Speerwurf (600 gr)
| Platz | Athletin            | Verein              | Weite (m) |
| ----- | ------------------- | ------------------- | --------- |
| 1     | Géraldine Ruckstuhl | STV Altbüron        | 47,83     |
| 2     | Melanie Richard     | LV Langenthal       | 47,44 PB  |
| 3     | Elodie Jakob        | US Yverdon          | 45,64     |
| 4     | Gianna Bochsler     | LAR Bischofszell    | 43,46     |
| 5     | Tatjana Sauter      | LAR Bischofszell    | 43,17 PB  |
| 6     | Jennifer Buckel     | BTV Aarau Athletics | 42,79     |
| 7     | Lena Meyer          | STB Leichtathletik  | 42,49     |
| 8     | Annik Kälin         | AJ TV Landquart     | 41,76     |

Finale: 12. September, 13:55 Uhr

### Männer

#### 100 m
| Platz | Athlet             | Verein                     | Zeit (s) |
| ----- | ------------------ | -------------------------- | -------- |
| 1     | Silvan Wicki       | BTV Aarau Athletics        | 10,18    |
| 2     | William Jeff Reais | Leichtathletik Club Zürich | 10,42    |
| 3     | Felix Svensson     | Versoix Athlétisme         | 10,62    |
| 4     | Bradley Lestrade   | GG Bern                    | 10,77    |
| 5     | Sylvain Chuard     | Lausanne-Sports Athlétisme | 10,78    |
| 6     | Martin Fuchs       | LAC TV Unterstrass Zürich  | 10,79    |
| 7     | Daniel Löhrer      | STV Oberriet-Eichenwies    | 10,85    |
| 8     | Mattia Dora        | LAC TV Unterstrass Zürich  | 10,89    |

Finale: 11. September, 21:40 Uhr
Wind: −0,3 m/s

#### 200 m
| Platz | Athlet             | Verein                     | Zeit (s) |
| ----- | ------------------ | -------------------------- | -------- |
| 1     | William Jeff Reais | Leichtathletik Club Zürich | 20,24 SL |
| 2     | Felix Svensson     | Versoix Athlétisme         | 20,88 PB |
| 3     | Daniele Angelella  | VIRTUS Locarno             | 21,38 SB |
| 4     | Daniel Löhrer      | STV Oberriet-Eichenwies    | 21,47    |
| 5     | Simon Graf         | Leichtathletik Club Zürich | 21,58    |
| 6     | Sylvain Chuard     | Lausanne-Sports Athlétisme | 21,66    |
| 7     | Eric de Groot      | LC Luzern                  | 21,78 PB |
| 8     | Mattia Dora        | LAC TV Unterstrass Zürich  | 21,88    |

Finale: 12. September, 15:55 Uhr
Wind: +0,2 m/s

#### 400 m
| Platz | Athlet            | Verein                     | Zeit (s) |
| ----- | ----------------- | -------------------------- | -------- |
| 1     | Ricky Petrucciani | Leichtathletik Club Zürich | 46,39    |
| 2     | Lionel Spitz      | Adliswil Track Team        | 47,34    |
| 3     | Charles Devantay  | SA Bulle                   | 47,51    |
| 4     | Nathan Gyger      | FSG Alle                   | 47,54 PB |
| 5     | Joël Flury        | BTV Aarau Athletics        | 47,76    |
| 6     | Filippo Moggi     | Leichtathletik Club Zürich | 47,78    |
| 7     | Daniel Trösch     | STV Beinwil/Freiamt        | 48,34 SB |
| 8     | Luca Flück        | TV Länggasse Bern          | 48,66    |

Finale: 12. September, 14:30 Uhr

#### 800 m
| Platz | Athlet             | Verein                     | Zeit (min) |
| ----- | ------------------ | -------------------------- | ---------- |
| 1     | Jonas Schöpfer     | STV Sempach                | 1:52,55    |
| 2     | Guillaume Laurent  | ATHLE.ch                   | 1:52,68    |
| 3     | Joaquim Jaeger     | Stade Genève               | 1:52,76    |
| 4     | Robin Oester       | All Blacks Thun            | 1:53,87    |
| 5     | Vincent Notz       | Leichtathletik Club Zürich | 1:53,88    |
| 6     | Dennis Sutter      | KTV Bütschwil              | 1:54,60    |
| 7     | Lukas Kauflin      | TV Zofingen LA             | 1:55,77    |
| 8     | Diego Klopfenstein | Stade Genève               | 2:00,16    |

Finale: 12. September, 16:40 Uhr

#### 1500 m
| Platz | Athlet               | Verein                     | Zeit (min) |
| ----- | -------------------- | -------------------------- | ---------- |
| 1     | Tom Elmer            | Leichtathletik Club Zürich | 3:54,56    |
| 2     | Thomas Gmür          | Stade Genève               | 3:55,57    |
| 3     | Augusten Stalhandske | Stade Genève               | 3:56,88    |
| 4     | Angus Fölmli         | TSV 2001 Rotkreuz          | 3:57,20    |
| 5     | Michael Curti        | LC Therwil                 | 3:58,64    |
| 6     | Dominik Reich        | LC Regensdorf              | 3:58,73    |
| 7     | Meddy Fouquet        | CEP Cortaillod             | 3:59,80    |
| 8     | Simon Schüpbach      | LR Gettnau                 | 4:01,03    |
| 9     | Maxim Wyss           | STB Leichtathletik         | 4:02,17    |
| 10    | Andy Coendet         | Stade Genève               | 4:03,30    |
| 11    | Jérémie Fleury       | FSG Courroux               | 4:04,04    |
| 12    | Kiflay Mengestabe    | TV Länggasse Bern          | 4:06,02    |

Finale: 12. September, 14:50 Uhr

#### 5000 m
| Platz | Athlet                   | Verein                  | Zeit (min)  |
| ----- | ------------------------ | ----------------------- | ----------- |
| 1     | Jonas Raess              | LC Regensdorf           | 14:02,09    |
| 2     | Dominic Lokinyomo Lobalu | LC Brühl Leichtathletik | 14:04,12    |
| 3     | Max Studer               | LV Langenthal           | 14:06,43    |
| 4     | Tadesse Abraham          | LC Uster                | 14:09,48 PB |
| 5     | Eric Rüttimann           | LC Uster                | 14:13,78    |
| 6     | Urs Schönenberger        | LC Regensdorf           | 14:22,70    |
| 7     | Joey Hadorn              | All Blacks Thun         | 14:24,38    |
| 8     | Ahmed El Jaddar          | TV Riehen               | 14:25,56 PB |
| 9     | Adrien Briffod           | ATLET                   | 14:30,99    |
| 10    | Guillaume Cachelin       | Stade Genève            | 14:35,38    |
| 11    | Marco Kern               | LC Schaffhausen         | 14:36,08 PB |
| 12    | Franco Noti              | STB Leichtathletik      | 14:42,25    |

Finale: 11. September, 19:55 Uhr
Insgesamt waren es 39 Finalteilnehmer.

#### 110 m Hürden (106,7 cm)
| Platz | Athlet                    | Verein                     | Zeit (s) |
| ----- | ------------------------- | -------------------------- | -------- |
| 1     | Jason Joseph              | LC Therwil                 | 13,31    |
| 2     | Simon Ehammer             | TV Teufen                  | 13,48 PB |
| 3     | Finley Gaio               | SC Liestal                 | 13,94 PB |
| 4     | Brahian Peña              | GG Bern                    | 13,96 SB |
| 5     | Mathieu Jaquet            | LC Frauenfeld              | 14,21 PB |
| 6     | Ramon Flammer             | LC Brühl Leichtathletik    | 14,67    |
| 7     | Lukas Sieber              | TV Unterseen               | 15,00    |
| –     | Ayedou Agbomemewa Stinger | Leichtathletik Club Zürich | DNF      |

Finale: 12. September, 17:10 Uhr
Wind: +1,0 m/s

#### 400 m Hürden (91,4 cm)
| Platz | Athlet              | Verein                     | Zeit (s) |
| ----- | ------------------- | -------------------------- | -------- |
| 1     | Dany Brand          | Leichtathletik Club Zürich | 50,07 SL |
| 2     | Sales Inglin        | Leichtathletik Club Zürich | 50,58    |
| 3     | Alain-Hervé Mfomkpa | Lausanne-Sports Athlétisme | 50,94    |
| 4     | Mattia Tajana       | GAB Bellinzona             | 51,11 SB |
| 5     | Julien Bonvin       | CA Sierre DSG              | 53,13    |
| 6     | Lars Widmer         | LAC TV Unterstrass Zürich  | 54,63    |
| –     | Nahom Yirga         | Leichtathletik Club Zürich | DNS      |

Finale: 12. September, 16:20 Uhr

#### Hochsprung
| Platz | Athlet            | Verein             | Höhe (m) |
| ----- | ----------------- | ------------------ | -------- |
| 1     | Roman Sieber      | LC Schaffhausen    | 2,15 PB  |
| 2     | Lino Wunderlin    | LV Fricktal        | 2,09 PB  |
| 3     | Simon Sieber      | LC Schaffhausen    | 2,03     |
| 4     | Silvan Ryser      | TV Länggasse Bern  | 2,00 =PB |
| 5     | Jérôme Hostettler | STB Leichtathletik | 1,95 PB  |
| 6     | Lukas Zingg       | TV Arlesheim       | 1,90     |
| 7     | Alain Pfammatter  | TV Naters          | 1,90     |
| 8     | Dominic Fehr      | LC Schaffhausen    | 1,85     |
| –     | Luca Widiez       | LV Langenthal      | DNF      |

Finale: 12. September, 13:00 Uhr

#### Stabhochsprung
| Platz | Athlet             | Verein                     | Höhe (m) |
| ----- | ------------------ | -------------------------- | -------- |
| 1     | Dominik Alberto    | Leichtathletik Club Zürich | 5,45 SL  |
| 2     | Felix Eichenberger | LV Thun                    | 5,10 PB  |
| 3     | Simon Ehammer      | TV Teufen                  | 5,00     |
| 4     | Frédéric Matthys   | CA Riviera                 | 4,90 SB  |
| 5     | Marco Jost         | LC Emmenstrand             | 4,90 SB  |
| 6     | Loïs Gillioz       | CABV Martigny              | 4,90 PB  |
| 7     | Patrick Schütz     | LV Winterthur              | 4,80 =SB |
| 8     | Adrian Kübler      | LV Winterthur              | 4,80 SB  |
| 9     | Finley Gaio        | SC Liestal                 | 4,80 PB  |

Finale: 11. September 17:35 Uhr

#### Weitsprung
| Platz | Athlet              | Verein                     | Weite (m) |
| ----- | ------------------- | -------------------------- | --------- |
| 1     | Simon Ehammer       | TV Teufen                  | 7,99      |
| 2     | Benjamin Gföhler    | Leichtathletik Club Zürich | 7,68 SB   |
| 3     | Jarod Biya          | CA Genève                  | 7,67 SB   |
| 4     | Christopher Ullmann | LAS Old Boys Basel         | 7,64      |
| 5     | Fabio Luginbühl     | LV Thun                    | 7,27      |
| 6     | Finley Gaio         | SC Liestal                 | 7,22      |
| 7     | Jan Deuber          | TV Buttikon-Schübelbach    | 7,16 =SB  |
| 8     | Nino Portmann       | LA Nidwalden               | 7,15 PB   |

Finale: 12. September, 15:40 Uhr

#### Dreisprung
| Platz | Athlet              | Verein                      | Weite (m) |
| ----- | ------------------- | --------------------------- | --------- |
| 1     | Simon Sieber        | LC Schaffhausen             | 15,31     |
| 2     | Roman Sieber        | LC Schaffhausen             | 14,86 SB  |
| 3     | Louis Mallet        | Stade Genève                | 14,72 PB  |
| 4     | Renaud Cuenat       | Stade Genève                | 14,33 PB  |
| 5     | Marco Bösch         | TV Arlesheim                | 14,31 SB  |
| 6     | Gianluca Hidber     | Athleticteam KTV Altstätten | 14,11 PB  |
| 7     | Jan Obrist          | LV Langenthal               | 13,75 PB  |
| 8     | Valentin Hofstetter | TV Herisau                  | 13,54     |

Finale: 11. September, 16:10 Uhr

#### Kugelstoßen (7,26 kg)
| Platz | Athlet            | Verein             | Weite (m) |
| ----- | ----------------- | ------------------ | --------- |
| 1     | Stefan Wieland    | STB Leichtathletik | 17,63 SB  |
| 2     | Gregori Ott       | LAS Old Boys Basel | 17,61     |
| 3     | Gian Vetterli     | US Ascona atletica | 15,45 PB  |
| 4     | Lars Meyer        | STB Leichtathletik | 15,36     |
| 5     | Alexander Wieland | STB Leichtathletik | 14,98 SB  |
| 6     | Ramon Hunger      | STB Leichtathletik | 14,89 PB  |
| 7     | Tim Fasser        | STV Lachen         | 14,48     |
| 8     | Urs Hutmacher     | LV Winterthur      | 14,37     |

Finale: 11. September, 16:35 Uhr

#### Diskuswurf (2,0 kg)
| Platz | Athlet         | Verein                     | Weite (m) |
| ----- | -------------- | -------------------------- | --------- |
| 1     | Gregori Ott    | LAS Old Boys Basel         | 54,33 SL  |
| 2     | Alexander Heid | Leichtathletik Club Zürich | 51,06 PB  |
| 3     | Gian Vetterli  | US Ascona atletica         | 47,21     |
| 4     | Samuel Coppey  | CA Vétroz                  | 47,06 SB  |
| 5     | Tim Fasser     | STV Lachen                 | 46,65     |
| 6     | Alec Jeffery   | LV Winterthur              | 44,81 PB  |
| 7     | Matthias Knöri | LV Winterthur              | 43,57 =PB |
| 8     | Jan Scherrer   | STV Auw                    | 41,64     |

Finale: 11. September, 19:40 Uhr

#### Hammerwurf (7,26 kg)
| Platz | Athlet           | Verein                     | Weite (m) |
| ----- | ---------------- | -------------------------- | --------- |
| 1     | Martin Bingisser | Leichtathletik Club Zürich | 57,65 SL  |
| 2     | Yann Moulinier   | CEP Cortaillod             | 53,37 SB  |
| 3     | Noah Fleischmann | STV Lachen                 | 51,58     |
| 4     | Sanna Balsa      | LC Brühl Leichtathletik    | 49,98 PB  |
| 5     | Urs Hutmacher    | LV Winterthur              | 49,79 PB  |
| 6     | Lukas Baroke     | BTV Aarau Athletics        | 48,63     |
| 7     | Alexandre Gurba  | CEP Cortaillod             | 47,39     |
| 8     | Ramon Huber      | Leichtathletik Club Zürich | 46,62 SB  |

Finale: 12. September, 13:30 Uhr

#### Speerwurf (800 gr)
| Platz | Athlet         | Verein                    | Weite (m) |
| ----- | -------------- | ------------------------- | --------- |
| 1     | Simon Wieland  | STB Leichtathletik        | 76,67     |
| 2     | Bruno Schürch  | TV Fraubrunnen            | 74,92 PB  |
| 3     | Laurent Carron | CA Vétroz                 | 68,61     |
| 4     | Tom Reuter     | LAC TV Unterstrass Zürich | 65,42     |
| 5     | Claudio Künzli | LC Frauenfeld             | 64,06 SB  |
| 6     | Dario Meier    | LV Winterthur             | 61,68     |
| 7     | Pascal Waser   | LAC TV Unterstrass Zürich | 61,14     |
| 8     | Julian Lehmann | STB Leichtathletik        | 59,38     |

Finale: 12. September, 15:50 Uhr